# Pedesi
Pedesi is een bestuurslaag in het regentschap Aceh Tenggara van de provincie Atjeh, Indonesië. Pedesi telt 390 inwoners (volkstelling 2010).